# Stanisław Gałek
Stanisław Gałek (ur. 14 września 1876 w Mokrzyskach, zm. 13 lipca 1961 w Zakopanem) – polski malarz i rzeźbiarz, projektant kilimów.
Syn Ignacego i Tekli z Turlejów. W 1896 ukończył Szkołę Zawodową Przemysłu Drzewnego w Zakopanem, a następnie uczył w niej rysunku, będąc asystentem Edgara Kovátsa. W 1899 rozpoczął studia na krakowskiej Akademii Sztuk Pięknych w pracowniach Jacka Malczewskiego i Jana Stanisławskiego. Rok później przerwał naukę w Krakowie i wyjechał do Monachium, gdzie rozpoczął naukę w Königliche Kunstgewerbeschule. Później uczył się w paryskiej École nationale supérieure des beaux-arts w pracowni Jeana-Léona Gérôme’a. W 1910 wyjechał tworzyć we Włoszech i na Krymie. W 1912 otrzymał pracę nauczyciela rysunku w szkole zawodowej w Kołomyi, skąd w 1916 powrócił do Zakopanego i ponownie zaczął nauczać w Szkole Przemysłu Drzewnego. Od 1931 poświęcił się tylko malarstwu.
Był członkiem towarzystwa „Sztuka Podhalańska”, a od 1925 należał do Towarzystwa Zachęty Sztuk Pięknych. Po raz pierwszy wystawił swoje dzieła w 1900, był stałym uczestnikiem wystaw organizowanych przez krakowskie Towarzystwo Przyjaciół Sztuk Pięknych i od 1907 przez Towarzystwo Zachęty Sztuk Pięknych. Brał udział w wystawie międzynarodowej zorganizowanej w 1910 w Berlinie, a w 1929 w poznańskiej Powszechnej Wystawie Krajowej. W 1930 wystawiał w Budapeszcie i Wiedniu. Po 1945 był stałym uczestnikiem wystaw organizowanych w Zakopanem przez Związek Polskich Artystów Plastyków. W 1960 w warszawskiej Zachęcie miała miejsce indywidualna wystawa jubileuszowa ukazująca pełnię dorobku artystycznego Stanisława Gałka. Był jednym z najwybitniejszych malarzy ukazujących Tatry, a szczególnie okolice Morskiego Oka. Ponadto rzeźbił i projektował wzory kilimów dla stowarzyszenia Kilim w Zakopanem. Jest pochowany na Cmentarzu Zasłużonych na Pęksowym Brzyzku w Zakopanem (kw. P-I-15/16).

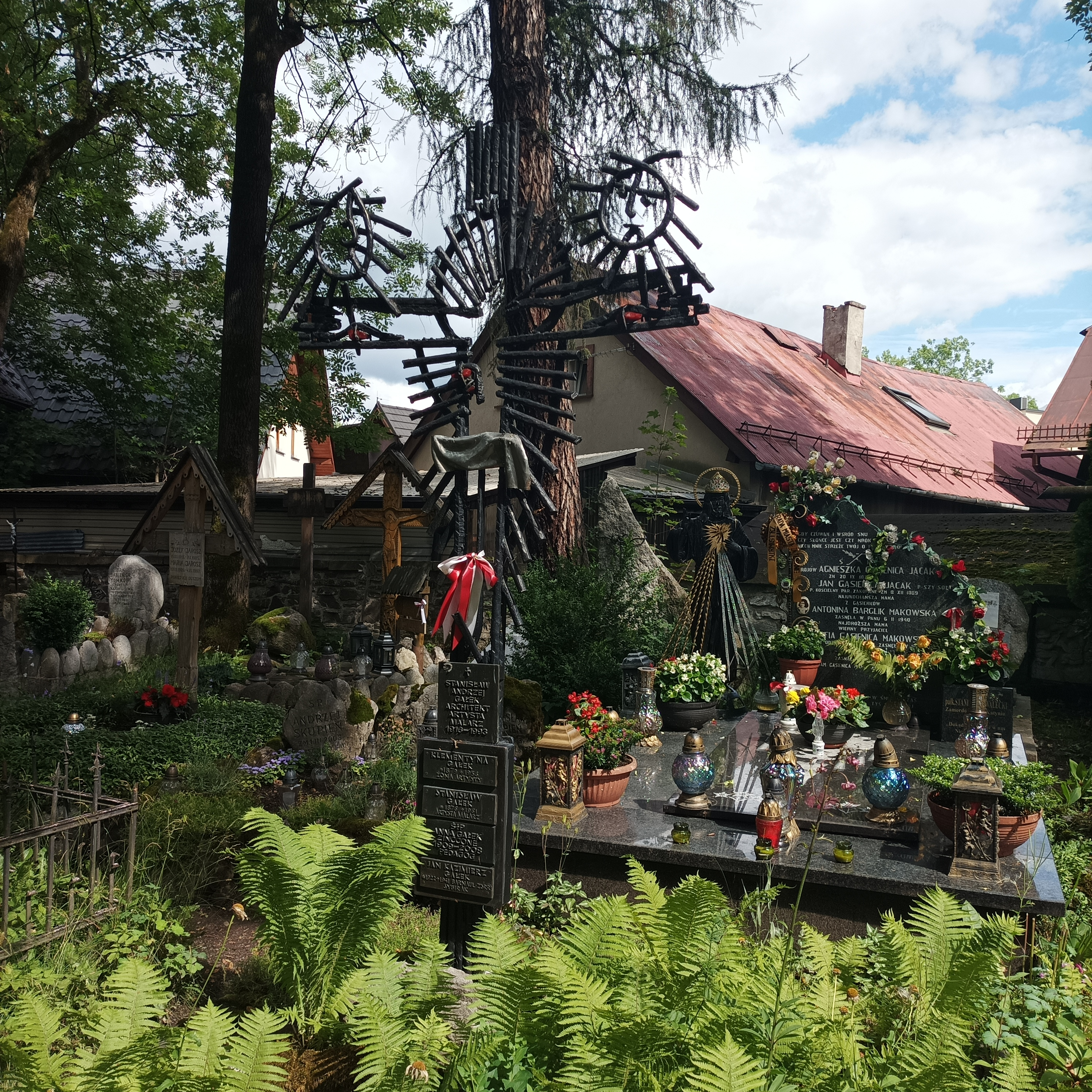
Grób Stanisława Gałka na Cmentarzu Zasłużonych na Pęksowym Brzyzku